# 1951 en basket-ball
Chronologie du basket-ball
1950 en basket-ball - 1951 en basket-ball - 1952 en basket-ball
Les faits marquants de l'année 1951 en basket-ball :

## Mai
- Championnat d'Europe masculin : URSS.

## Récapitulatifs des principaux vainqueurs de compétitions 1950-1951

### Masculins
| Europe - France : Racing C.F. - Grèce : Panathinaïkos Athènes. - Italie : Borletti Milano. - URSS : Žalgiris Kaunas. - Yougoslavie : Étoile rouge de Belgrade. | Amériques - National Basketball Association : Rochester Royals. | Afrique, Asie, Océanie |

### Féminines
| Europe - Espagne : non disputé (création en 1964) - France : CS Château-Thierry - Grèce : non disputé (création en 1968) - Italie : Ginnastica Comense | Amériques | Afrique, Asie, Océanie |